# Айдильге
Айди́льге Сарп (тур. Aydilge Sarp; род. 25 июня 1979, Кютахья) — турецкая певица, автор песен, композитор, поэтесса, писательница и радиоведущая.

## Ранние годы
Айдильге Сарп родилась 25 июня 1979 года в Кютахье (Турция). Её мать Фаика Озер, имеющие черкесские корни, пишет стихи и романы, выпустила более десяти книг. Айдильге сдала вступительный экзамен в Детский хор радио TRT, когда ей было восемь лет, и проработала на радио до 15-летнего возраста. Когда ей было 14 лет, она получила в подарок электрогитару, и начала сочинять песни. Во время учёбы в средней школе выступала в барах. В 2006 году Айдильге с отличием окончила факультет американской культуры и литературы Башкентского университета в Анкаре и переехала в Стамбул. Изучала радио, телевидение и кино в Стамбульском университете.

## Карьера
В 1998 году Айдильге опубликовала свой первый сборник рассказов «Мысли из-под моего пера». В 2002 году вышел её первый роман «Улица Булимии», а в 2004 году — роман «Удар золотой любви».
Первый музыкальный альбом Айдильге «Küçük Şarkı Evreni» был выпущен в апреле 2006 года компанией EMI. Песни в альбоме представляют собой смесь рок-музыки и восточных мелодий. Тексты песен и музыка были написаны Айдильге.
В 2019 году Айдильге появилась с камео-ролью в эпизоде телесериала «Не отпускай мою руку».

## Личная жизнь
С 19 июня 2018 года Айдильге замужем за музыкантом Утку Барышем Андачем.